# Il contastorie
Il contastorie  è un album di Roberto Vecchioni, registrato dal vivo durante la stagione di concerti intitolata Luci a San Siro...di questa sera.
Nata quasi come un gioco, riscosse invece successo in teatri e arene di tutta Italia: a Roma al Teatro Olimpico, a Milano al Teatro Dal Verme, a Taormina al Teatro antico, a Firenze al Teatro Verdi.
Il segreto di questo successo è da attribuire all'alchimia nata tra Vecchioni, Patrizio Fariselli (noto pianista del gruppo musicale Area) e Paolino Dalla Porta: con i testi di Vecchioni, un basso e un pianoforte (e qualche volta una chitarra suonata dallo stesso Vecchioni), riescono per qualche ora a creare un'atmosfera che porta il pubblico a rivivere la drammatica storia di Gustav e Tadzio o di immaginarsi in Asia a peregrinare assieme ad un pastore errante.
L'arrangiamento jazz di tutte le canzoni del disco conferisce un tocco di eleganza al concerto.

## Tracce
1. Stagioni nel sole - 3:33
2. Vincent - 4:27
3. Canto notturno (di un pastore errante nell'aria) - 5:21
4. Parabola - 4:05
5. E invece non finisce mai - 4:04
6. Blumun - 6:10
7. Ritratto di signora in raso rosa - 5:08
8. La bellezza - 4:42
9. Canzone per Sergio - 5:18
10. Celia De La Serna - 4:58
11. Alighieri - 4:24
12. Viola d'inverno - 4:28
13. Samarcanda - 3:56
14. La Stazione di Žima - 4:14
15. Le lettere d'amore (Chevalier de Pas) - 4:51
16. Luci a San Siro - 7:42

Stagioni nel sole è l'inedito del disco.
Durante i concerti, Vecchioni spesso aggiungeva altre canzoni del suo repertorio, come Figlia ed Euridice.